# Chemins de fer dans la guerre de Sécession
Premier conflit total de l'ère moderne,,, la guerre de Sécession met en exergue le rôle déterminant que les chemins de fer joueront dans les conflits à venir, en particulier dans le domaine de la logistique et du transport de troupes. Le réseau particulièrement bien développé du Nord est d'un précieux secours pour le soutien logistique des opérations lointaines de l'armée de l'Union, tandis que les lacunes du réseau confédéré - dues principalement au faible niveau de développement industriel des États sécessionnistes - contribuent pour une bonne part à la défaite du Sud. Les deux camps comprennent d'emblée l'importance de cette nouvelle technologie dans la guerre moderne et consacrent d'importants moyens en hommes et en matériels à la destruction des réseaux ennemis et à la protection, la maintenance et le développement de leurs propres chemins de fer. Tout au long du conflit, de nombreux combats ont ainsi les lignes, des dépôts ou des nœuds ferroviaires pour enjeux et objectifs.

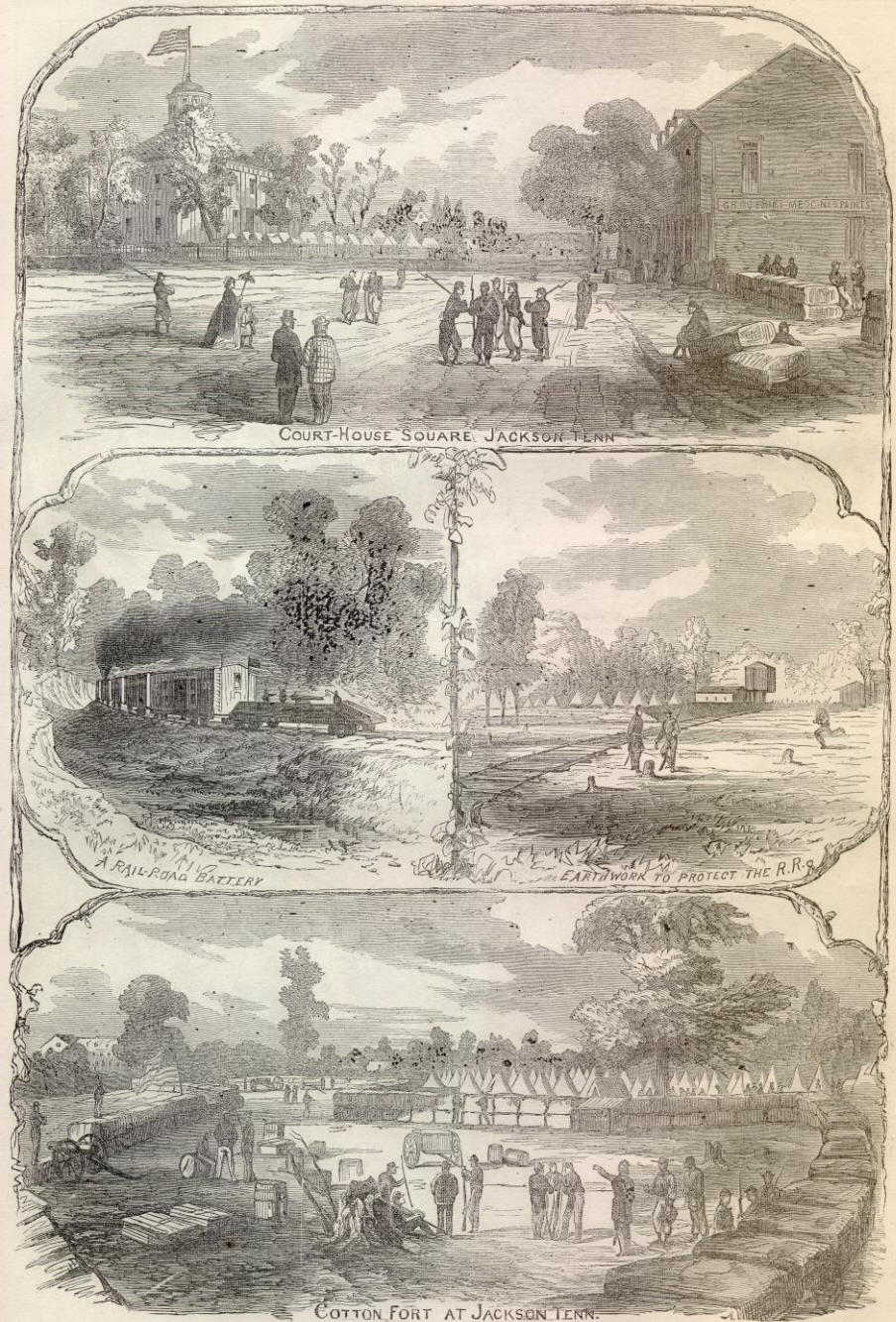

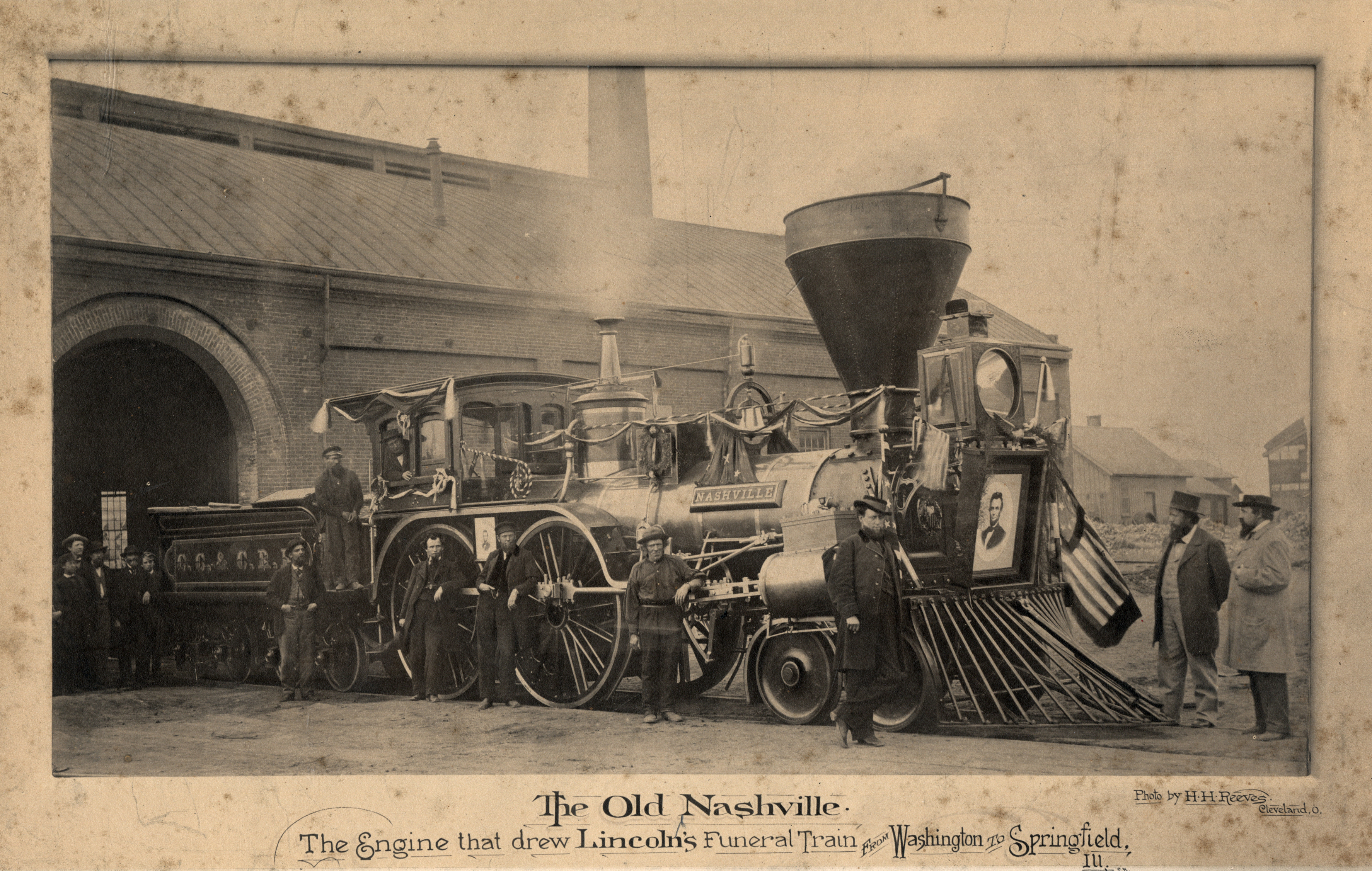

## Les réseaux ferroviaires à la veille de la Guerre de Sécession et la mobilisation de 1861

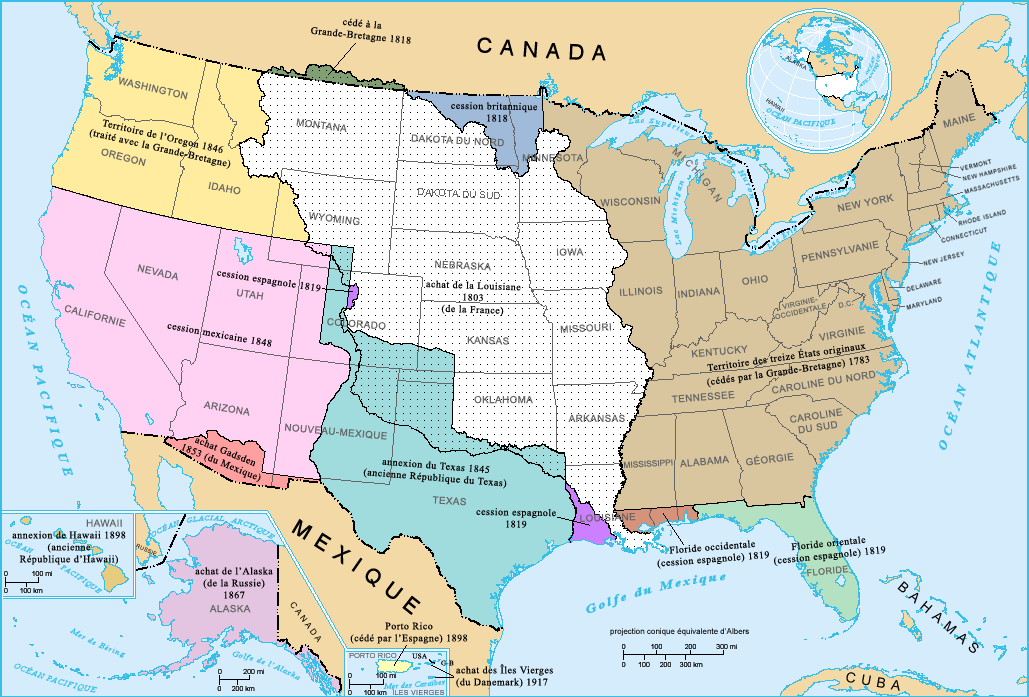
Carte 1 : l'expansion du territoire des États-Unis au XIXe siècle.

Le premier chemin de fer américain est créé sur la côte Est en 1827, avec la mise en service de la ligne Baltimore & Ohio. En décembre de la même année est fondée au Sud la South Carolina Canal & Rail Road Co. (en), la première compagnie à mettre en œuvre une ligne régulière de transport de passagers par trains à vapeur depuis Charleston, la liaison, longue de 219 km, avec la ville de Hamburg en Caroline du Sud, terminée en octobre 1833, devenant alors la plus longue ligne ferroviaire du monde.
Pionniers de ce nouveau mode industriel de transport, les Britanniques prirent une part importante dans les premiers développements des chemins de fer aux États-Unis, tant au niveau technique que financier mais ce sont les années 1850 qui voient un véritable boom ferroviaire sur tout le territoire des États-Unis - en particulier dans le Nord plus industrialisé. C'est aussi à cette époque que les locomotives américaines commencent à se différencier de leurs cousines européennes en développant un design particulier avec l'installation d'imposants chasse-pierres/pare-buffles à l'avant des machines et le montage sur des châssis Type 4-4-0 à quatre roues motrices, machines dites American qui sont dès lors les locomotives standards à la veille de la guerre de Sécession.
Jusqu'à la veille de la guerre, les réseaux sont construits, tant au nord qu'au sud, de manière assez anarchique, répondant avant tout à des préoccupations de développement économique régional - le problème des variations d'écartements et des manques de raccordements en étant la principale résultante. Il existe par ailleurs peu de « grandes lignes », notamment inter-États, le projet de liaison trans-américaine en étant encore à ses débuts. Les leçons techniques de la guerre de Sécession vont donc être particulièrement fructueuses pour le développement historique des chemins de fer américains dans la deuxième moitié du XIXe siècle.

### Répartition des moyens de transports
| TRANSPORT (1860) | Union     | Confédération | Total     |
| ---------------- | --------- | ------------- | --------- |
| Chemin de fer    | 35 420 km | 13 680 km     | 49 100 km |
| Chevaux          | 4 417 130 | 1 698 328     | 6 115 548 |
| Animaux de trait | 1 712 320 | 1 657 308     | 3 369 628 |

### Au nord

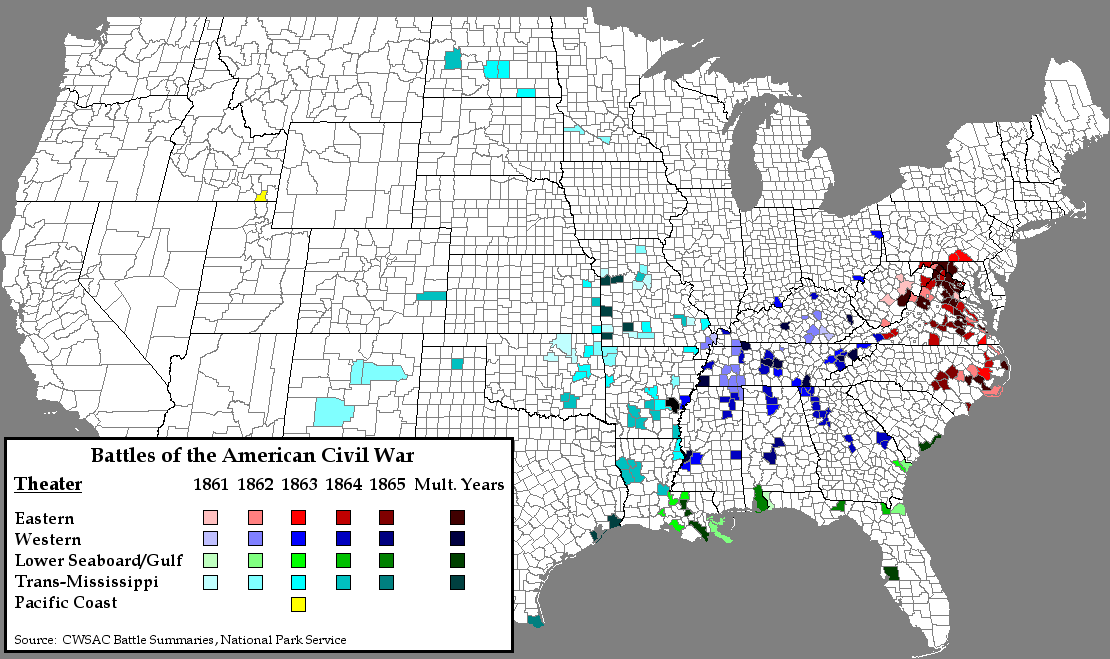
Carte 2 : Carte chronologique des grandes batailles de la guerre de Sécession par théâtre d'opérations.

Dans les années 1850, les États de la Nouvelle-Angleterre, du sud et du Sud-ouest des Grands Lacs connurent un très important développement de leurs réseaux ferroviaires. Sur les quelque 30 000 miles de voies ferrées construites en 1860, 22 000 l'avaient été pendant les années 1850 dont 15 000 dans cette région, principalement dans les États de l'Indiana, de l'Illinois et de l'Ohio. Trois facteurs socio-économiques majeurs concoururent à celui-ci : la révolution industrielle américaine, les débuts de la Conquête de l'Ouest - en l'occurrence la colonisation des États céréaliers de l'actuel Midwest et l'importante immigration européenne arrivée dans le Nouveau Monde à la suite des révolutions manquées de 1848. Dès cette époque, le transport ferroviaire avait supplanté le convoyage par canaux dans le nord, les grands centres urbains et industriels - qui constitueront aussi pendant la guerre les principaux centres de recrutement, les arsenaux et dépôts de l'Union - étant tous reliés par le train à la veille de la guerre - à l'inverse de ce qui s'était passé au Sud qui développa essentiellement les voies de pénétration dans l'hinterland cotonnier en vue d'alimenter les ports exportateurs de l'Or blanc.

### Au sud
Le Sud bénéficia lui aussi du boom ferroviaire des années 1850 - l'extension de son réseau étant même supérieure en termes kilométriques à celle des chemins de fer de la Nouvelle-Angleterre. La Virginie - qui deviendra l'un des principaux théâtres d'opérations du conflit à venir (cfr carte 4) -  en fut le principal bénéficiaire, les autres futurs États sécessionnistes restant cependant à la traîne. Par ailleurs, les impressionnants termes « bruts » des statistiques ferroviaires sudistes sont essentiellement le reflet du développement régional anarchique évoqué plus haut, aucun plan concerté d'ensemble n'ayant été mis en œuvre et aucun grand axe ferroviaire n'ayant été tracé dans cette partie du territoire américain.
Les mouvements de troupes ayant débuté dans une certaine précipitation en mai et juin 1861, un sérieux problème apparut, tant au nord qu'au sud, lorsque l'on se rendit compte que de nombreuses lignes desservant des villes se terminaient en culs-de-sac d'un côté d'une cité terminus sans connexion avec d'autres, censées les prolonger, aboutissant à d'autres stations locales ou dépôts. Les marchandises devaient de ce fait être déchargées dans une gare et convoyées en travers des villes pour être rechargées à un autre point d'embarquement. Troupes et passagers civils devaient régulièrement passer la nuit sur place avant de pouvoir rembarquer le lendemain sur un autre convoi pour poursuivre leur route. Si l'Union parvint à surmonter ce handicap au moyen de mesures législatives autoritaires et de dispositions techniques appropriées, le gouvernement confédéré dû batailler tout au long du conflit avec les oppositions politiques et affairistes locales pour tenter d'en venir à bout - avec un succès très relatif et mitigé en fin de compte.

## L'arme ferroviaire dans la guerre de Sécession

### Matériels et réseaux
À l'entame du conflit, les deux belligérants durent « faire avec » le matériel et les réseaux civils hérités des années 1850 - le Nord partant de ce point de vue avec un net avantage qualitatif. Le patrimoine ferroviaire se caractérise alors par une gamme pléthorique de matériels roulants (locomotives, wagons) et par une disparité d'écartements des rails et un manque de raccordements entre les lignes locales - ce dernier étant notamment souvent le fait, précisément, de cette incompatibilité de matériels aux voies différentes -  qui constituèrent plus d'une fois un sérieux handicap pour la bonne marche des opérations militaires.

### Les trains sous les armes
Tandis que les rares officiers confédérés compétents en matière ferroviaire devaient tout à la fois gérer les carences des réseaux du Sud, les aléas de la bataille, l'attrition des matériels et des voies, les interventions politiciennes et l'incompétence de leurs supérieurs hiérarchiques, les autorités politiques et militaires de l'Union mirent très rapidement en place les instruments indispensables à une mobilisation efficace et à la parfaite maîtrise d'une gestion raisonnée des chemins de fer en temps de guerre. En février 1862, le Congrès de l'Union donna pleins pouvoirs au Président Lincoln pour se saisir d'autorité de toute ligne, compagnie ou matériel nécessaire aux opérations tandis que le Secrétaire d'État à la Guerre Edwin M. Stanton mettait sur pied le United States Military Railroad - un organisme technique chargé de la gestion de l'arme ferroviaire qui, sous le commandement efficace de Daniel C. McCallum et son adjoint le général Herman Haupt contribua pour une bonne part aux victoires militaires nordistes. Disposant d'importantes ressources financières et industrielles, le gouvernement fédéral n'hésita jamais à épauler le secteur ferroviaire privé dans le développement de ses capacités opérationnelles - une attitude pragmatique totalement à l'opposé de celle du gouvernement sécessionniste.

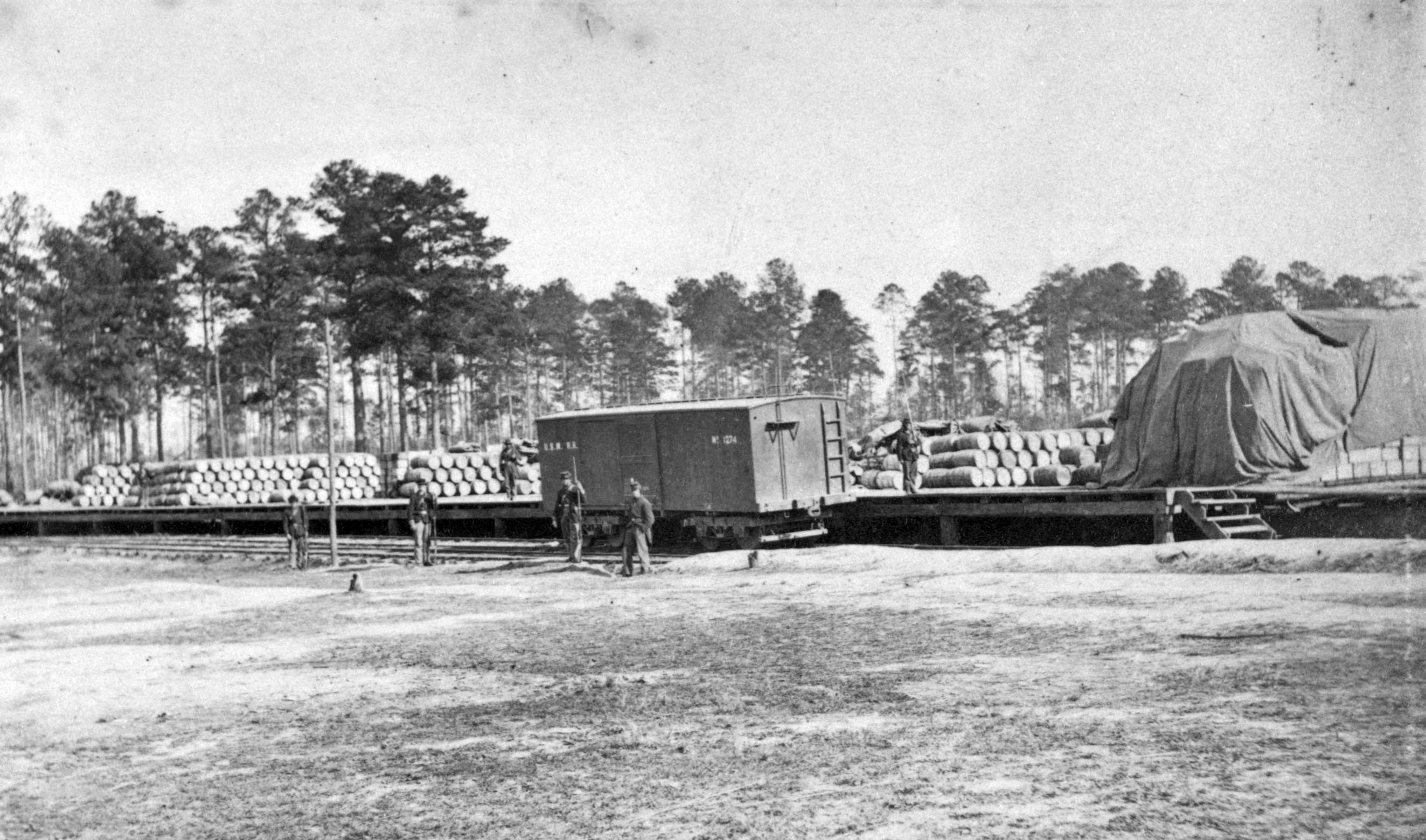
Un dépôt de l'armée nordiste en 1864.

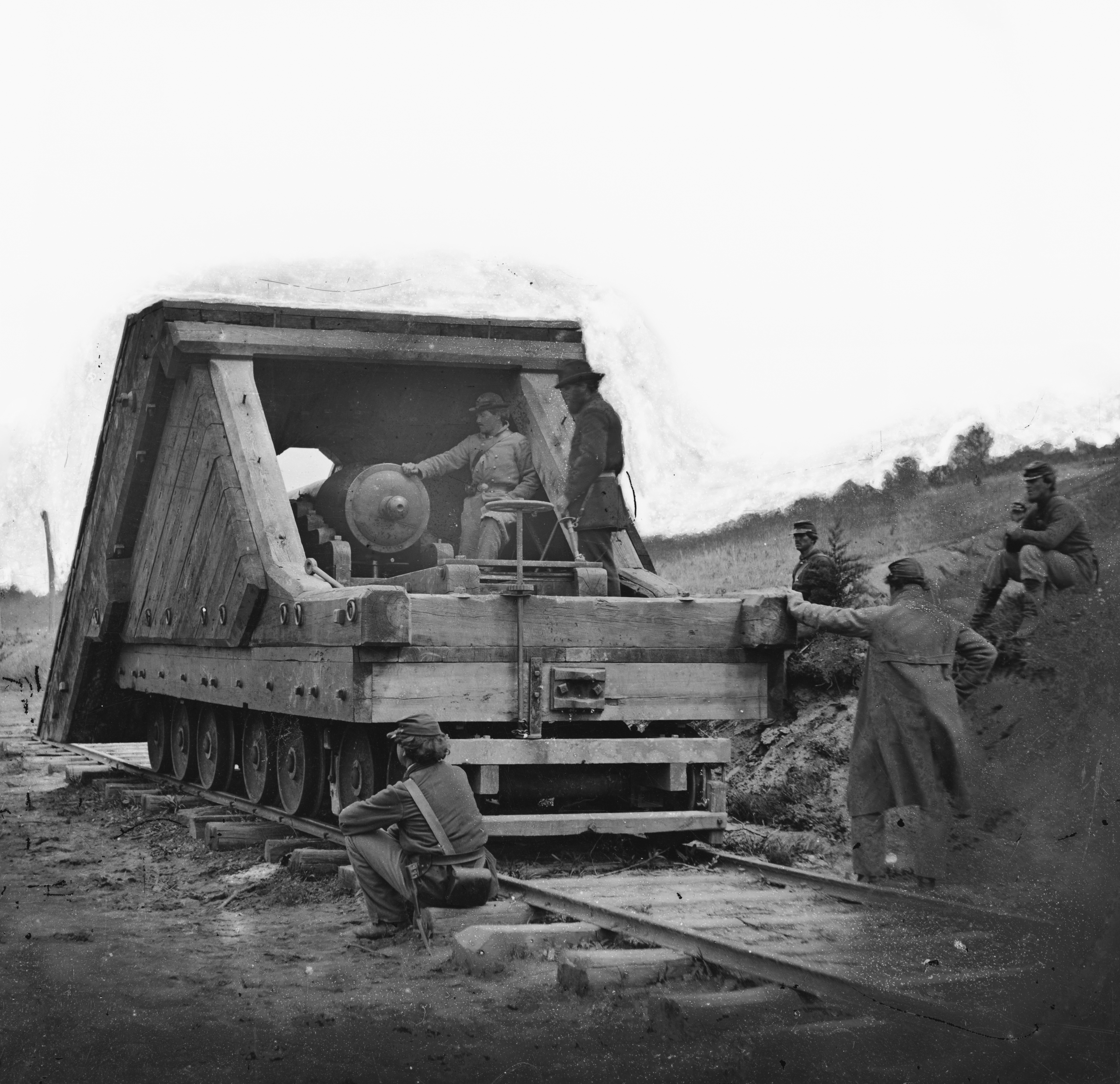
Pièce lourde d'artillerie ferroviaire nordiste pendant le siège de Petersburg.

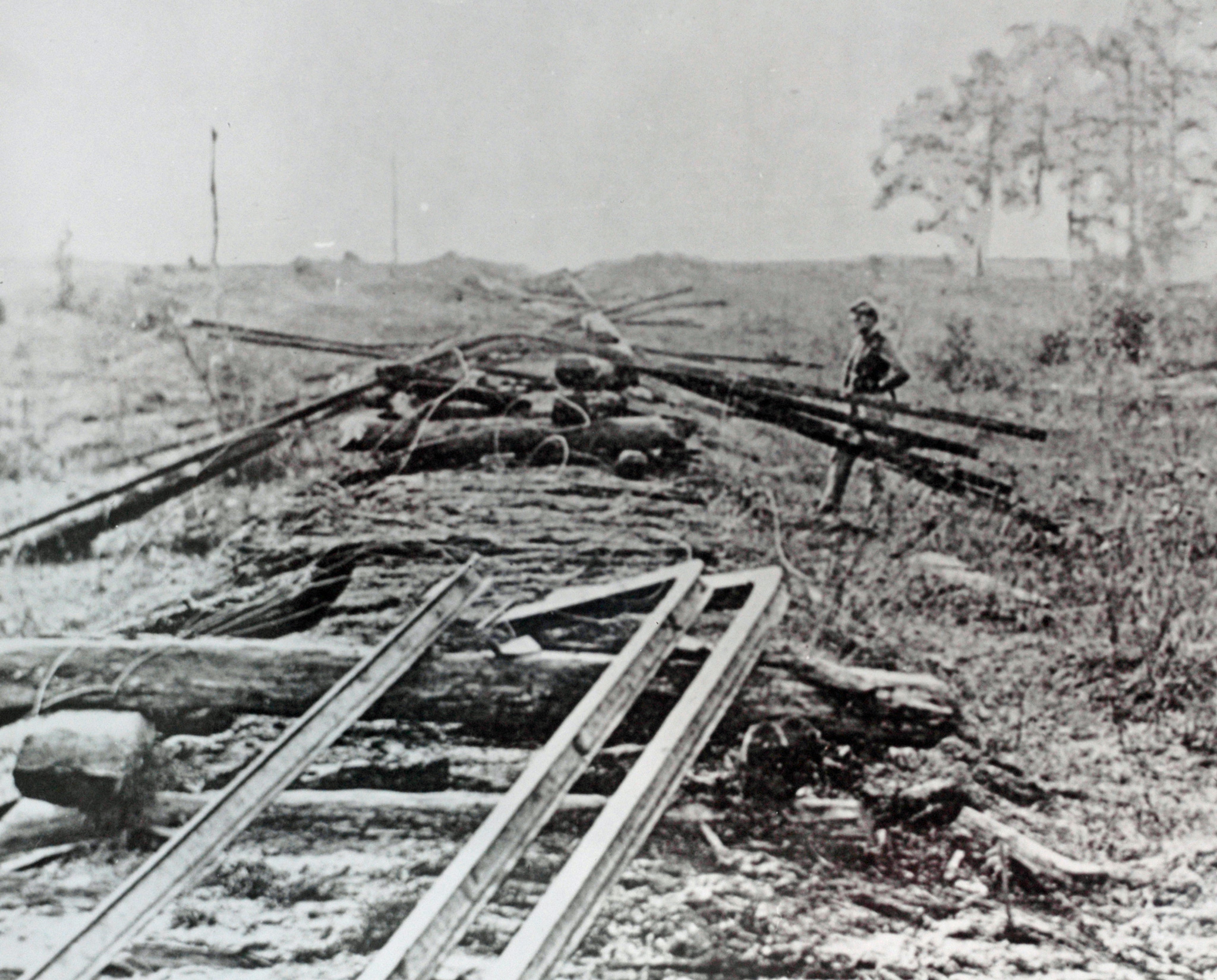
Sherman's neckties - cravates de Sherman, du nom du général William T. Sherman - rails des chemins de fer confédérés rendus inutilisables en les chauffant à blanc sur un bûcher de traverses et en les tordant pour empêcher leur réemploi.

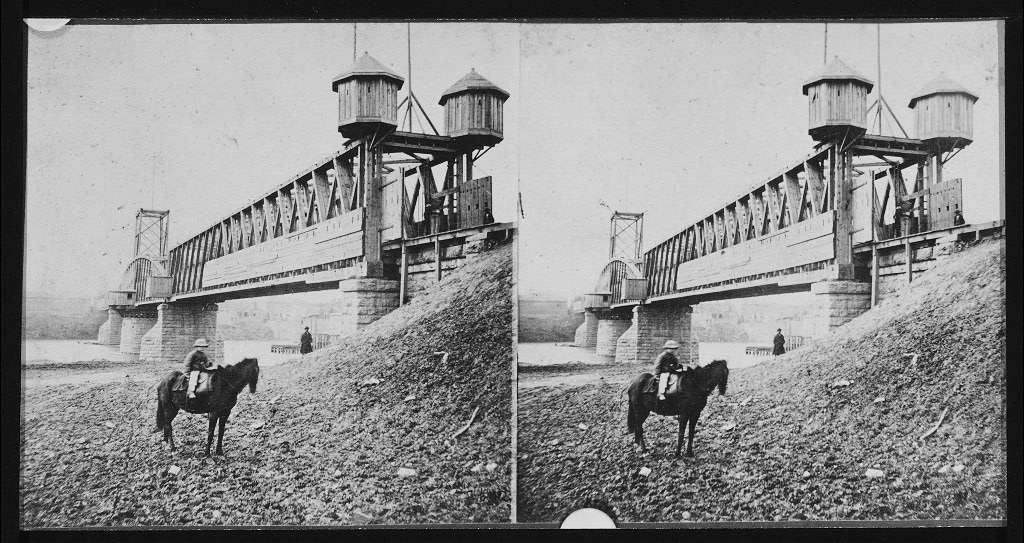
Pont fortifié à Nashville.

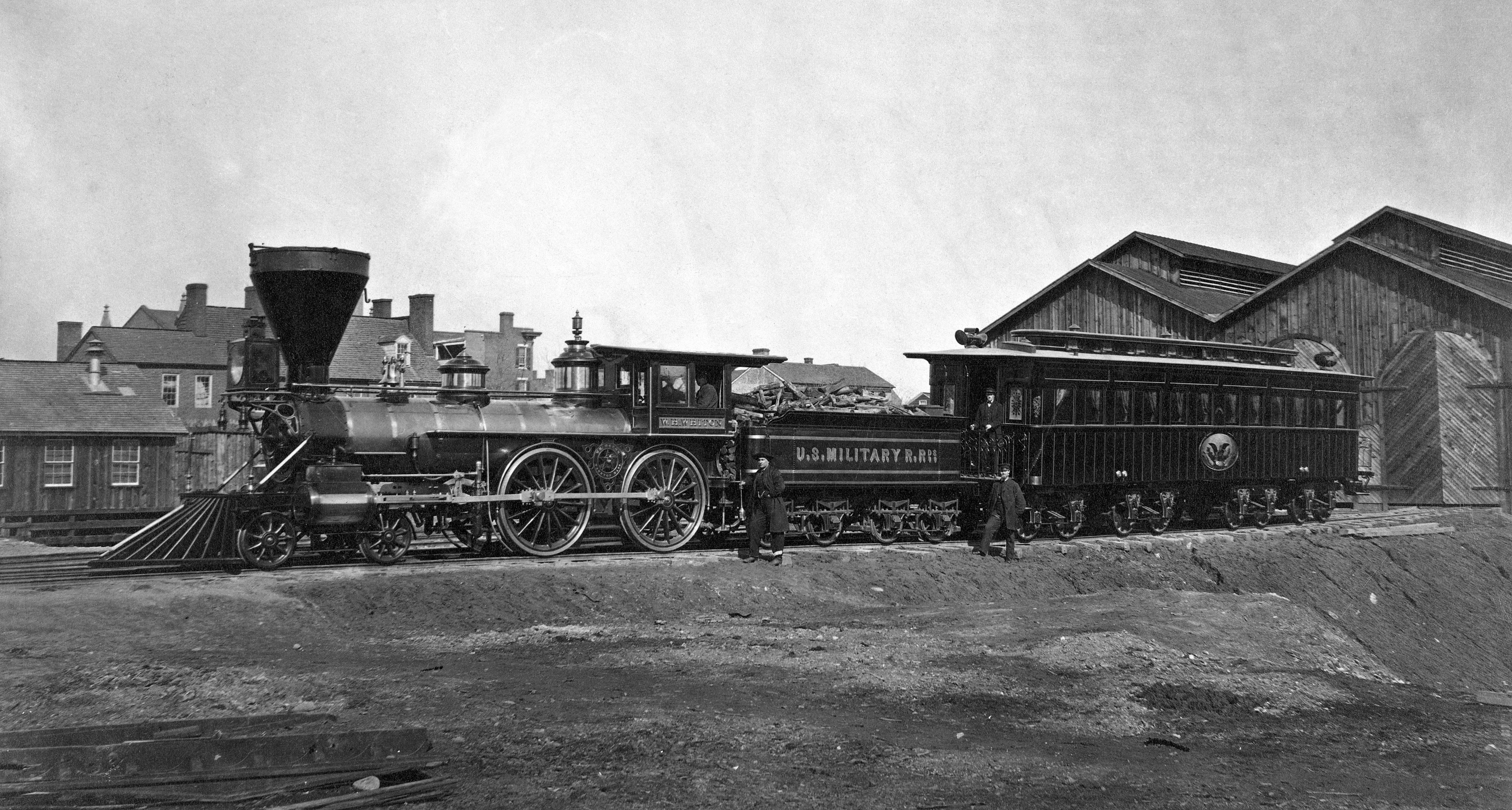
Le train personnel du Président Lincoln.

- Transports de troupes et trains sanitaires.

Dès l'ouverture des hostilités, l'usage le plus évident et le plus immédiat du chemin de fer fut bien naturellement le transport de troupes vers les zones d'opérations. Dans la première moitié du siècle, le rassemblement des troupes se faisaient au moyen de marches longues, épuisantes et difficiles à coordonner et synchroniser. L'utilisation des chemins de fer permit tout au long du conflit des concentrations rapides et précises de corps de bataille frais et prêts au combat dans un préavis très court, comme l'illustrent les batailles de Chikamauga et Chattanooga en septembre-octobre 1863. L'utilisation de trains sanitaires permit également l'évacuation et le traitement rapide des blessés loin des zones de combat.
- Logistique.

Complément indissociable du transport des troupes, la logistique fit elle aussi largement appel aux chemins de fer, en complément du charroi et du transport fluvial, pour l'acheminement des équipements, vivres et munitions d'infanterie et d'artillerie - en particulier au service des troupes de l'Union qui opéraient profondément en territoire ennemi sur le front occidental, loin de leurs bases arrière.
- Artillerie ferroviaire et trains blindés.

À côté de ces tâches de servitude, les matériels ferroviaires furent également engagés plus directement au feu en servant de base à la conception et à la construction de divers engins de combat. L'armée confédérée engagea à plusieurs reprises de véritables « canons d'assaut ferroviaires » - casemates blindées mobiles armées de pièces lourdes directement engagées au combat dont le "Dryland Merrimac" fait figure de précurseur - tandis que l'armée nordiste s'attacha davantage au développement de pièces d'artillerie ferroviaire comme le Dictator, mortier lourd monté sur une plate-forme de transport engagé pendant le siège de Petersburg.
Aux côtés de ces engins furent également engagés des trains blindés, essentiellement pour la protection des voies, constitués de wagons plats porteurs de pièces de campagne sur leurs affûts entiers et de wagons blindés transporteurs de troupes de protection dotés de meurtrières pour le tir d'armes d'infanterie.
- Génie ferroviaire et gestion des équipements.

Devenus d'entrée de jeu des outils indispensables à la conduite des opérations, les chemins de fer devinrent aussi par voie de conséquence la cible d'opérations de sabotage destinées à entraver les mouvements et manœuvres de l'ennemi, ce qui imposa le développement d'un génie ferroviaire assigné aux tâches de réparation, développement et protection des réseaux et de leurs infrastructures (voies, ponts, remises, ..).
Les deux adversaires mirent rapidement au moins des techniques méthodiques de destructions des dites infrastructures destinées à mettre les lignes hors service pour une durée plus ou moins longues. Le général nordiste Herman Haupt fait à cet égard figure de premier théoricien de la « guerre ferroviaire », ayant notamment conçu des engins explosifs de destructions légers - la dynamite n'ayant pas encore été inventée à l'époque.
La mise en œuvre de ce nouvel outil exigea également de part et d'autre la mise en place d'organismes spécifiquement chargés de sa gestion - approvisionnement en eau et bois de chauffe des locomotives, entretien et réparation des parcs et des réseaux, planification des mouvements et organisation des itinéraires et des convois, etc. Au Sud, ce sera le Railroad Bureau qui assuma cette mission tandis que l'United States Military Railroad remplissait cette tâche pour l'Union, avec un professionnalisme et un pragmatisme nettement supérieurs et plus efficaces.
- Autres utilisations.

Les chemins de fer assumèrent également des tâches plus mineures ou anecdotiques comme le transport de personnalités : le Président Lincoln disposait par exemple d'un train de fonction personnel - ou d'états-majors. Les trains furent également engagés dans des missions ponctuelles de reconnaissance - en particulier le long d'itinéraires propices aux embuscades ou exposés à des actes de sabotages. Des locomotives, voire des convois entiers, furent également utilisées comme brûlots et lancées contre des ponts ou tunnels en vue de leur destruction - notamment lorsqu'elles se trouvaient sur le point d'être capturées par l'ennemi.

## Les chemins de fer: enjeux, objectifs, armes et cibles stratégiques
Les batailles du printemps et de l'été 1861 ayant réussi à contenir les offensives confédérées aux frontières méridionales de l'Union, Lincoln et ses généraux entreprirent dès l'année suivante de porter le fer en territoire ennemi, le réseau ferroviaire confédéré se retrouvant dès lors, et pour le reste du conflit, à supporter le plus lourd poids de la guerre tant du fait des besoins de l'armée sudiste que des combats. Ils devinrent de ce fait tout autant des enjeux et des objectifs stratégiques que des armes et des cibles privilégiées pour les belligérants.

### La guerre ferroviaire

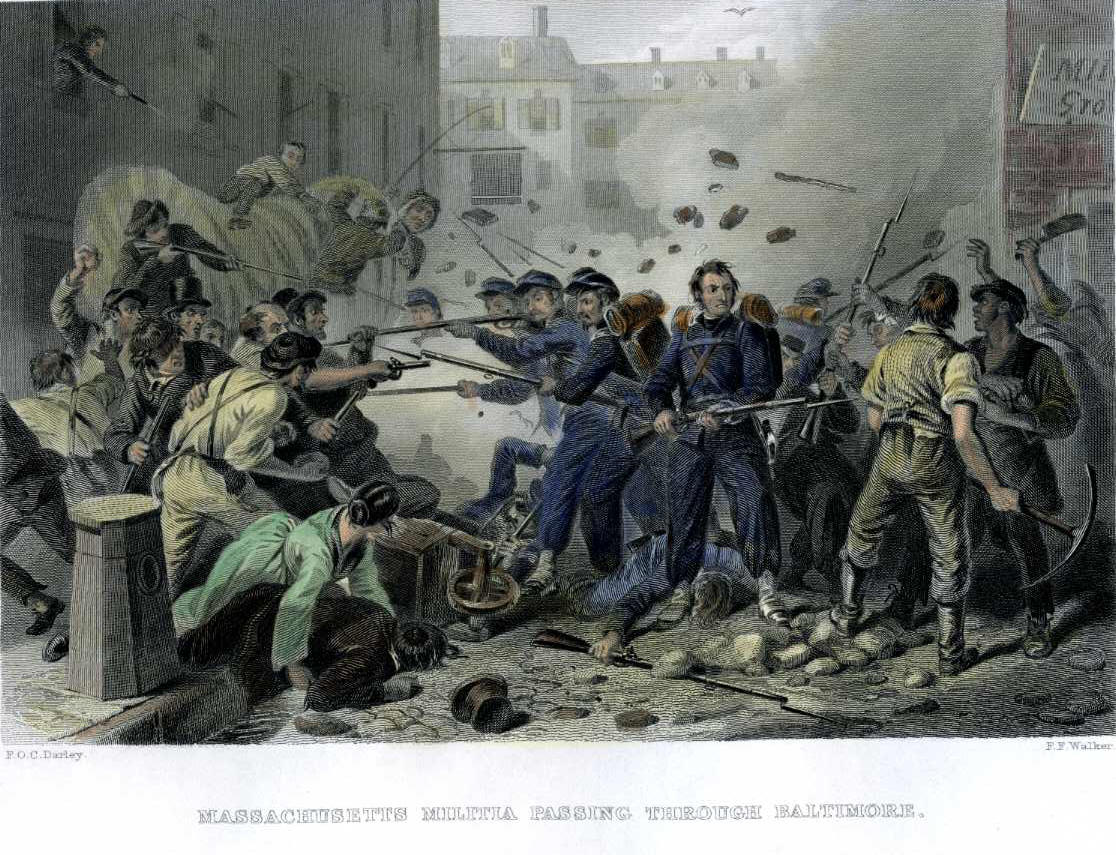
La milice unioniste du Massachusetts se rend maître de Baltimore, terminus oriental de la ligne Baltimore and Ohio, au printemps 1861.

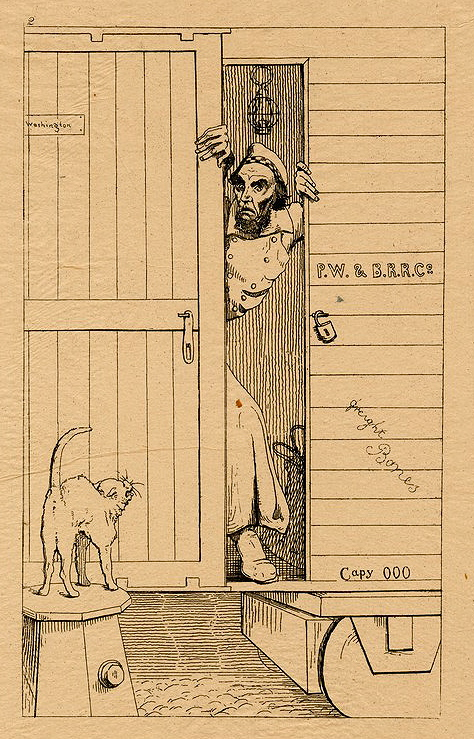
Lincoln in a cattle car - Lincoln dans un fourgon à bestiaux - caricature sudiste de mars 1861 se moquant de la fuite du Président de la capitale de l'Union dont les Confédérés étaient bien décidés à s'emparer. Mais la prise de la ville et la fuite annoncée n'eurent en fait jamais lieu.

L'implication des chemins de fer dans la guerre de Sécession se fit à deux niveaux : en tant qu'acteurs directs en soutien - notamment logistique  - des opérations et campagnes et en tant qu'objectifs et cibles des dites opérations et ce tant au niveau stratégique comme avec les batailles de septembre 1863 sur le Tennessee ou la campagne du Gen. Sherman visant à ruiner le Sud  qu'au niveau tactique comme lors de la bataille de Savage's station.
Les chemins de fer - et la sécurisation de la capitale fédérale Washington - furent l'un des enjeux des toutes premières opérations de l'armée unioniste. Dès les premières semaines du conflit, celle-ci se porta en Virginie-Occidentale dans le but de se rendre maître de la ligne Baltimore and Ohio, qui commandait les communications entre Washington et l'ouest d'une part et le port de Baltimore dans la baie de Cheasapeake donnant sur l'océan Atlantique de l'autre - ce port devant constitué le point d'évacuation du Président Lincoln et du gouvernement vers le nord en cas de nécessité. Le colonel Kelley s'empara de Wheeling en mai, tandis que les troupes fédérales du général Butler occupaient Baltimore, ville plutôt acquise à la cause sécessionniste.
Ce fut la Première bataille de Bull Run (juillet 1861) qui fut le révélateur de l'importance que l'« arme ferroviaire » allait prendre dans le conflit qui venait d'éclater. Dans la première phase de la bataille, les unités nordistes et sudistes avaient été engagées successivement jusqu'aux dernières réserves sans faire pencher la balance de la victoire de manière déterminante en faveur de l'un ou l'autre camp. C'est alors que le corps du général sudiste Johnston entra en scène, parti de Shenandoah et ayant parcouru une partie du chemin le séparant du champ de bataille en trains, qui, tombant par surprise à un moment déterminant de la bataille dans le flanc ouest des Unionistes, décida notamment de la victoire de leur adversaire.
Au début de 1862, la Confédération réalisa une véritable « première » dans l'histoire des chemins de fer avec la planification, la construction et la mise en service en un temps record de la première ligne conçue et exploitée à des fins militaires. Les Confédérés construisirent une ligne de 5,5 miles (8,9 kilomètres) depuis le dépôt de la compagnie Orange and Alexandria Railroad à Manassas Junction vers Centreville (Virginie), ligne qui entrera dans l'Histoire sous le nom de Centreville Military Railroad. Elle fut utilisée pour le ravitaillement des défenses sudistes sur le Centreville Plateau sur la rive septentrionale de la rivière Bull Run au confluent de l'Occoquan River.

### Le raid d'Andrews (avril 1862)

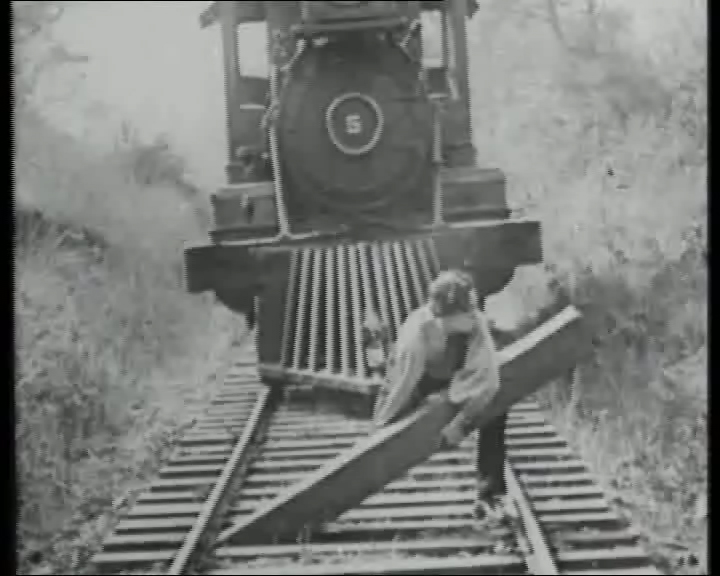
The General (1927), film de et avec Buster Keaton, inspiré du raid d'Andrews.

En avril 1862 a lieu ce qui est sans doute le premier raid de commando « mécanisé » de l'Histoire. Le 12 avril, un groupe de soldats de l'Union sous le commandement de James J. Andrews s'empare d'un train près du camp sudiste McDonald à Kennesaw, en Géorgie, et à son bord prend la direction de Chattanooga, dans le Tennessee, avec pour objectif de détruire méthodiquement sur leur passage la ligne ferroviaire qu'ils empruntent et de couper l'approvisionnement de la ville d'Atlanta, un important môle de la ligne de défense confédérée. Mais le conducteur du train dérobé, William Allen Fuller (en), se lance avec détermination à la poursuite du commando malgré les embûches semées par celui-ci. La traque empêche les nordistes d'infliger de trop sérieux dommages à la précieuse ligne ferroviaire et les contraint d'ailleurs à abandonner leur projet, leur train étant tombé à court de bois de chauffe à Ringgold, à quelques miles au sud de Chattanooga. Les assaillants se dispersent dans les bois environnants mais sont rapidement capturés et, pour la plupart, passés par les armes,.

### Savage's Station (29 juin 1862)
La bataille de Savage's Station, survenue au quatrième jour de la « Seven Days Battle » lors de la campagne de la péninsule de Virginie vit, à l'initiative du général Robert E. Lee, le tout premier engagement d'un engin de combat ferroviaire : le « Dryland Merrimac », une casemate d'artillerie mobile armée d'une pièce lourde, conçue et réalisée conjointement par la marine et l'armée confédérées sous le patronage du commandant en chef sudiste. Cette première fut toutefois la seule intervention d'un engin de ce type pendant la campagne et si celle-ci frappa les esprits et fit école par la suite, elle resta toutefois surtout symbolique et son impact plus psychologique que réellement déterminant dans l'issue de la bataille en cours.

### Harpers Ferry (septembre 1862)

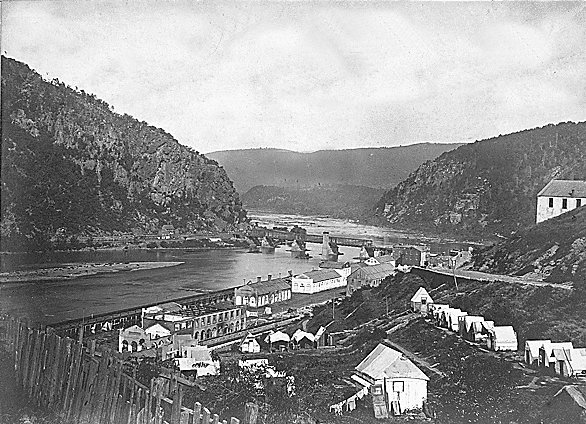
Harpers Ferry pendant la guerre de Sécession.

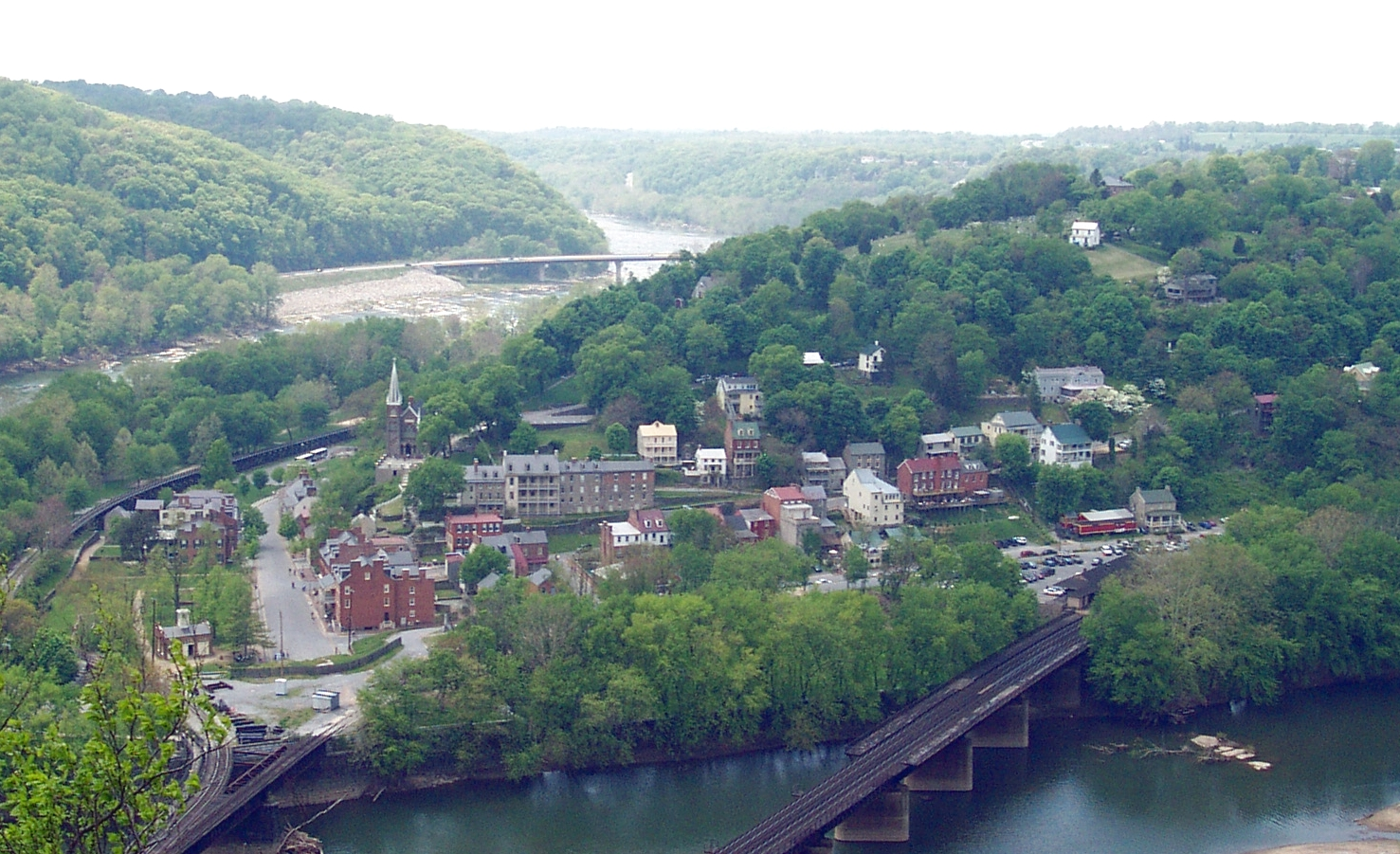
Une vue contemporaine d'Harpers Ferry dont la topographie, qui a peu changé depuis la guerre, met en évidence l'importance en tant que nœud de communication ferroviaire et fluvial.

Harpers Ferry est une bourgade située dans l'actuelle Virginie occidentale, au point de rencontre des frontières de cet État avec celles du Maryland et de la Virginie et au confluent du Potomac et de la rivière Shenandoah. Nœud de communications ferroviaires - la ligne de la Baltimore and Ohio y enjambe le fleuve - et fluviales stratégique situé à l'époque en Virginie, elle comptait aussi un arsenal et une armurerie d'une importance vitale au moment où débuta la guerre de Sécession. La Virginie ayant fait sécession, les troupes qui s'y trouvaient stationnées - fidèles à l'Union - tentèrent de détruire l'un et l'autre au début des hostilités mais des supporters locaux de la Sécession sauvèrent les machines qui furent transférées à Richmond. En juin 1861, les Nordistes en chassèrent les Confédérés avant de se rendre maîtres, à la mi-juillet, du territoire qui deviendra l'État de la Virginie-Occidentale et y maintinrent une très importante garnison.
Quelque 14 000 hommes de troupe s'y trouvaient donc déployés lorsqu'en septembre 1862, les armées de Robert E. Lee, engagées dans l'invasion du Maryland et la prise de Washington dans un vaste mouvement tournant, se présentèrent devant ses défenses. Dès le 13 septembre, les Confédérés prirent les hauteurs surplombant la ville et, après deux jours de bombardement, obtinrent le 15 la reddition de leurs adversaires, se rendant ainsi maîtres de cet important nœud de communication situé sur l'un des principaux fronts d'opérations du conflit. Toutefois, à la suite de l'excellent déploiement des troupes de McClellan et de la victoire nordiste d'Antietam le 17 - restée toutefois sans exploitation efficace de la part de ce dernier -, les Sudistes se virent contraints de retraverser le Potomac et d'abandonner la ville à l'ennemi.
Nœud ferroviaire stratégique, Harpers Ferry allait, au cours des hostilités, changer de mains à huit reprises, voyant défiler troupes fédérales ou confédérées aux hasard des fortunes de la guerre.

### Le siège de Jacksonville (printemps 1863)
Jacksonville est un port de Floride situé au nord-est de cet État sur sa façade atlantique. Élément clé dans la stratégie du blocus économique de la Confédération de l'Union avec l'île d'Amélia au large, la ville fut occupée à plusieurs reprises par les troupes de l'Union et notamment à la suite d'un débarquement effectué le 10 mars 1863.
Les troupes fédérales renforcèrent hâtivement les défenses de la ville qui, dans le prolongement du débarquement, devait servir de base de départ pour une incursion en profondeur en territoire confédéré. Le brigadier-général Joseph Finegan, commandant les troupes sudistes dans le secteur, disposait dans son arsenal d'un pièce de marine de 32pdr montée sur un wagon plat, partiellement protégée par une casemate faîte de balles de coton et poussée en avant par une locomotive au moyen d'un timon, qu'il engagea immédiatement contre les positions de ses adversaires. Mais sa battery essuya en retour le feu des canonnières chargées d'appuyer l'opération et dut dès lors se mettre à couvert.
Le lendemain, les troupes de l'Union tentèrent de déboucher de la position mais Finegan engagea une nouvelle fois sa pièce, appuyée par de l'infanterie et de la cavalerie - les assaillants ayant de leur côté également engagé une pièce de 12 pdr montée sur un plateau ferroviaire. Le feu de la pièce sudiste et un mouvement flanquant des troupes confédérées contraignirent les Fédéraux et leur canon à se replier dans la ville qui se retrouva en état de siège. Accablés par les tirs du 32 pdr de Finegan, les Fédéraux furent finalement obligés de rembarquer le 29 mars - ce bref siège d'une quinzaine de jours voyant le premier duel entre deux pièces ferroviaires.

### ChickamaugaetChattanooga(septembre - octobre 1863)

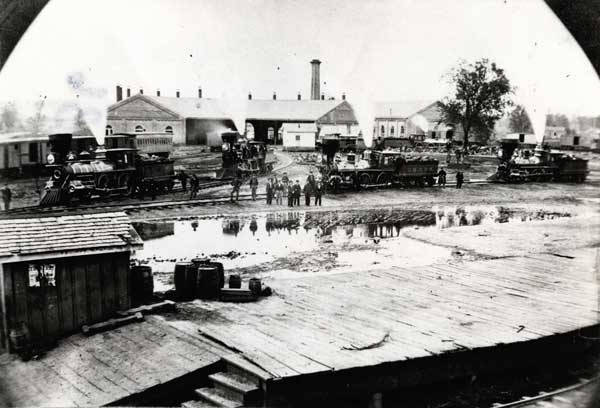
Dépôts et ateliers de la Memphis & Charleston à Huntsville en 1863. La ligne de cette compagnie locale sudiste fut utilisée par Sherman lors de sa manœuvre de renfort de l'armée de Rosecrans acculée à Chattanooga.

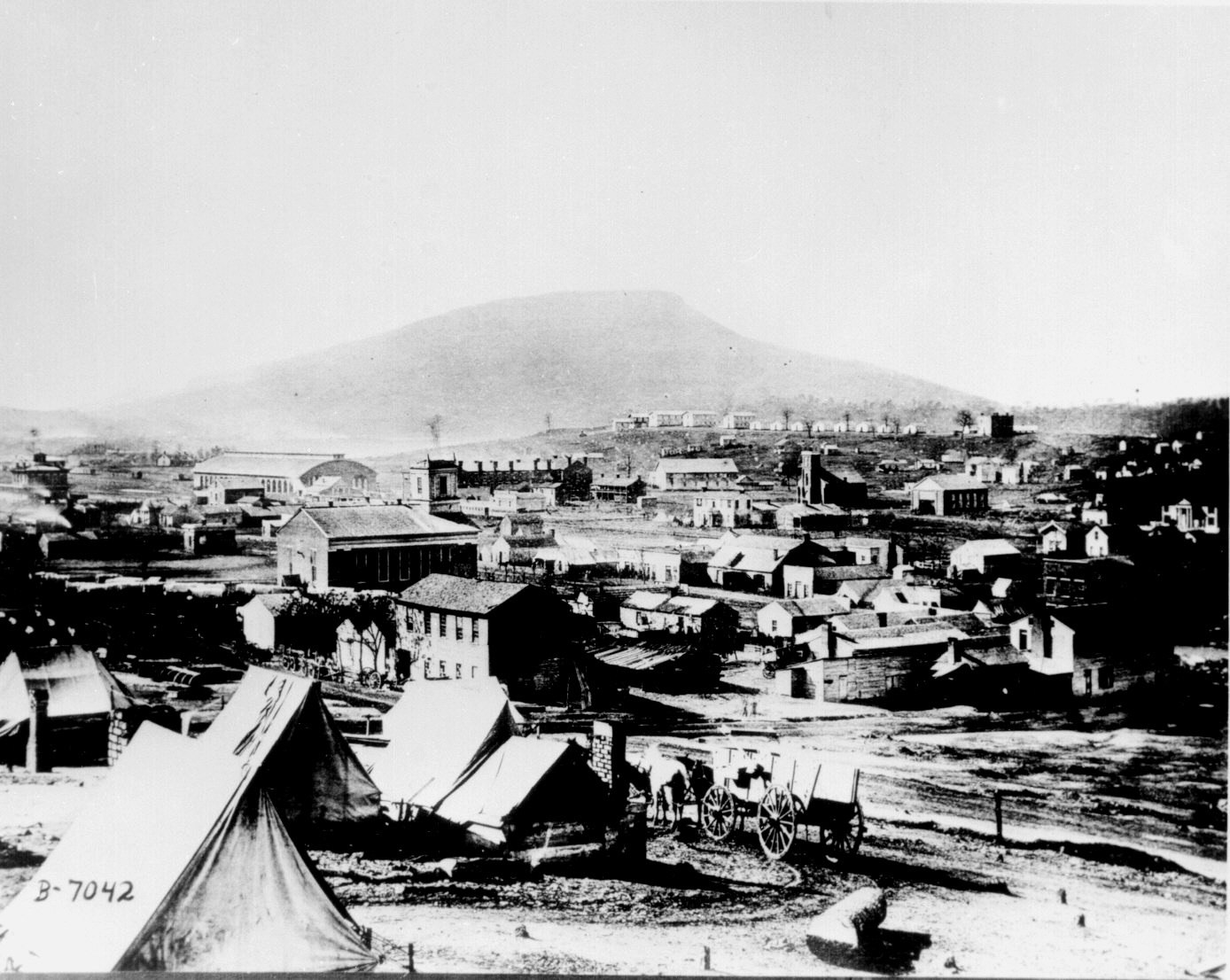
Chattanooga en 1864.

À l'issue de sa victorieuse campagne de Tullahoma dans le Tennessee au mois de juin, l'armée nordiste du Cumberland du major-général William Rosecrans reprit l'offensive au mois de septembre, marchant  contre celle du général confédéré Braxton Bragg dans le but de la chasser de la position stratégique de Chattanooga. Cette nouvelle campagne vit, de part et d'autre, deux grands mouvements stratégiques de troupes par voie ferroviaire qui se révélèrent déterminant dans l'issue de la bataille.
Voyant l'armée de son lieutenant menacée, Lee ordonna le transfert de renfort provenant de l'armée de Virginie du Nord vers l'ouest. Les premiers éléments - neuf brigades d'infanterie et un bataillon d'artillerie, soit plus de 12 000 hommes et leurs pièces d'artillerie et équipements - furent ainsi transférés vers le piémont ouest des Appalaches, l'opération, effectuée sous le contrôle du Railroad Bureau, nécessitant l'organisation de plusieurs itinéraires pour évite les embouteillages, l'intervention coordonnée de seize compagnies locales, l'utilisation d'un parc pléthorique de wagons de tous types et, pour certaines unités, un voyage de 900 miles  - avec pour résultat de permettre à Bragg de remporter la victoire de Chickamauga à l'issue des combats des 19 et 20 septembre.
Vaincues, les troupes de Rosecrans se replièrent sur Chattanooga où elles se retrouvèrent menacées d'encerclement et de destruction. L'état-major de l'Union réagit sans délais, s'inspirant largement du mouvement effectué par son adversaire au début du mois. Le transfert vers l'ouest des XIe et XIIe Corps de l'armée du Potomac fut donc immédiatement diligenté, les premiers convois - troupes, batteries d'artillerie, munitions et vivres - quittant Washington dès le 25. Onze jours plus tard, les premiers éléments débarquaient en périphérie de Chattanooga, permettant de soulager la pression sur l'armée assiégée. Combinant transport fluvial et ferroviaire - ce qui, dans ce dernier cas, nécessita la restauration d'anciennes voies secondaires sudistes, en piètre état, sous l'égide de l'U.S.M.R.R. - Washington dépêcha également quelque 17 000 hommes, prélevés sur l'armée du Mississippi du général William T. Sherman, et leur matériel afin de sauver les restes de l'armée du Cumberland de la destruction.

### Le siège de Petersburg (juin 1864 - mars 1865)

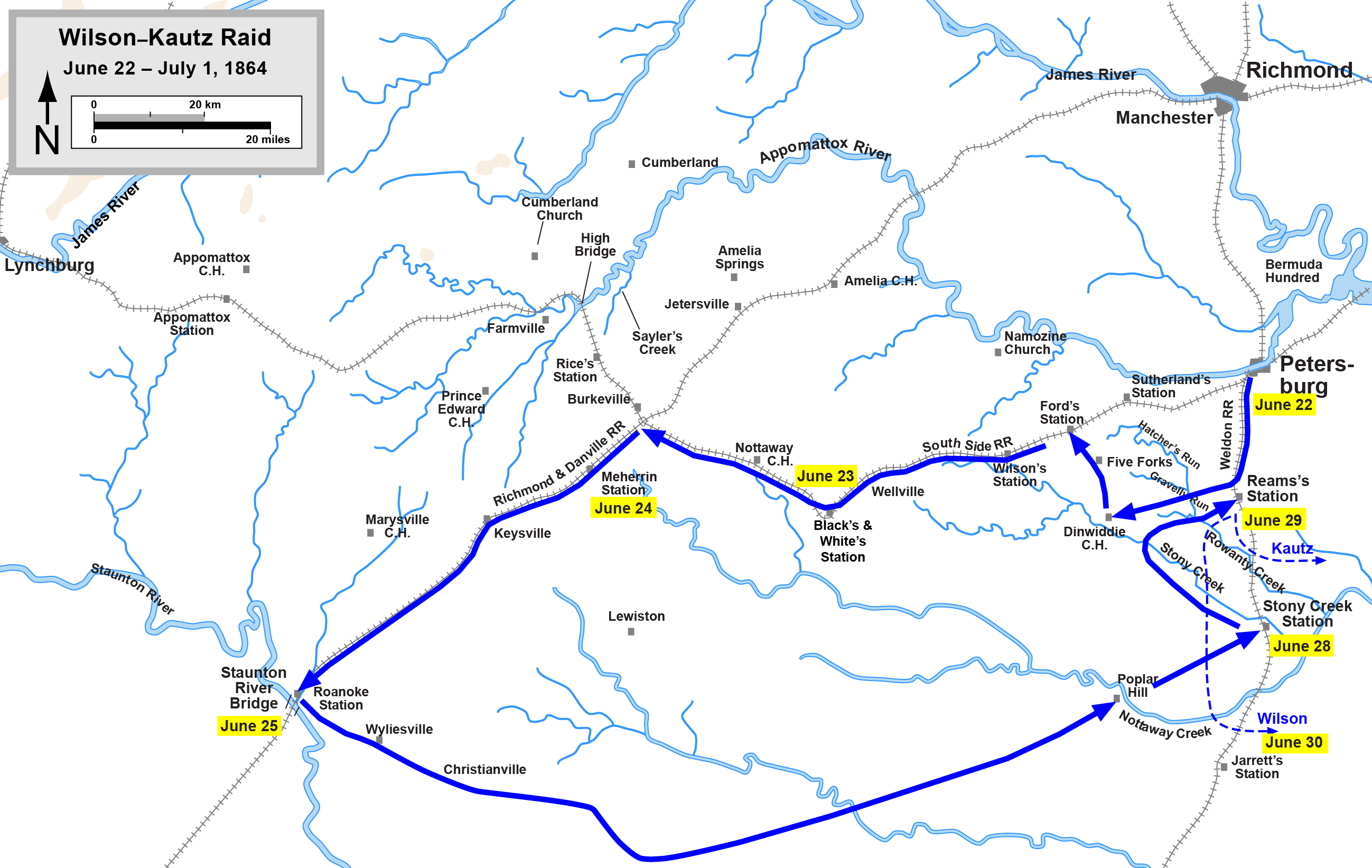
Raids de la cavalerie nordiste contre les chemins de fer dans la région de Petersburg en juin 1864.

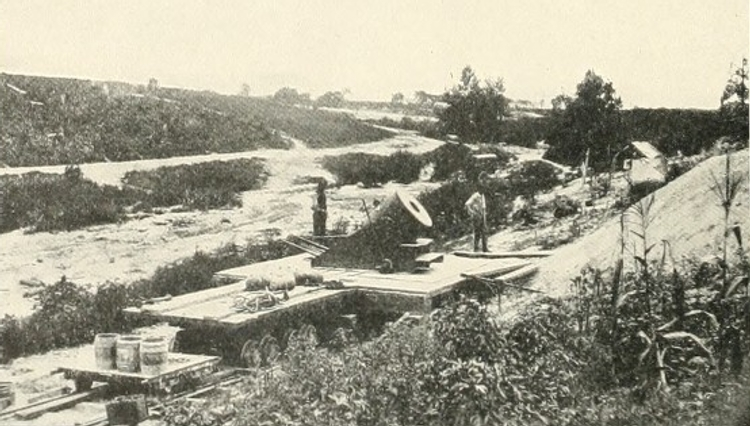
Le Dictator - mortier de marine nordiste monté sur plate-forme ferroviaire spéciale multi-essieux - lors du siège de Petersburg.

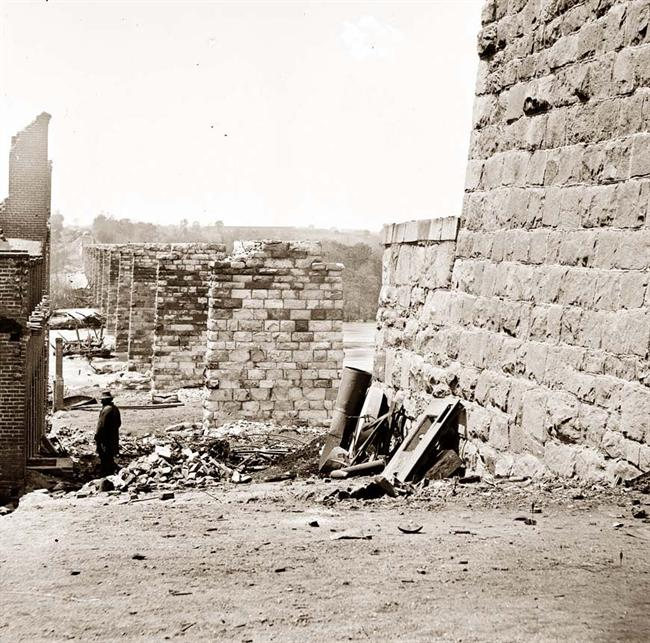
Les ruines d'un pont sur la ligne de la Richmond and Petersburg Railroad en 1865.

Carrefour de communication stratégique situé sur la rivière Appomattox, un affluent de la James River, et au croisement de cinq voies de chemin de fer desservant Richmond, Petersburg  constituait un centre d'approvisionnement essentiel pour la capitale confédérée, située plus au nord, et pour le ravitaillement de l'armée de Virginie du Nord du général Robert Lee - devenant de ce fait une cible de choix pour le général Ulysses S. Grant dans sa campagne visant à briser les reins de la Sécession et constituant l'aboutissement du vaste et ambitieux plan qu'il mit en route à cette fin dès l'instant de son accession au poste de commandant en chef des armées de l'Union en mars.
Dans l'agenda de cette gigantesque offensive, les brigadiers George Crook et William W. Averell avaient été spécialement chargés des opérations contre les lignes d'approvisionnements ferroviaires en Virginie occidentale - Averell s'étant déjà distingué en novembre 1863 par une série de raids de cavalerie contre la ligne de la Virginia and Tennessee Railroad. La dernière connexion ferroviaire entre le Tennessee et la Virginie est ainsi rompue dès le début de la campagne.
Les premières semaines de celle-ci verront une suite d'escarmouches, de batailles et de manœuvres particulièrement coûteuses en vies humaines mais, malgré quelques nets succès locaux, les Confédérés se retrouvèrent peu à peu refoulés sur Petersburg, verrou avancé de la défense de Richmond. Fin juin, les brigadiers Wilson et Kautz, à la tête de la cavalerie nordiste, mènent une série de raids contre les réseaux ferroviaires de la région. Efficacement contrée par la cavalerie sudiste, l'opération n'offrira qu'un résultat très mitigé, amenant toutefois la destruction d'une centaine de kilomètres de voies que les Confédérés mettront plusieurs précieuses semaines à réparer. Fin août, de nouvelles attaques contre les réseaux ferroviaires desservant Petersbug depuis le sud sont à nouveau menées, notamment contre la Weldon and Petersburg Railroad. Une nouvelle fois, bien qu'ayant globalement dominé leurs adversaires, les Confédérés perdent une nouvelle ligne d'approvisionnement ou, le cas échéant, de retraite vers le sud. ne conservant plus le contrôle que d'une seule route ferroviaire, la Southside Railroad  reliant le port fluvial de City Point sur la James River à l'ouest à Lynchburg  au centre de la Virginie.
De l'automne 1864 à février 1865, les armées de l'Union mèneront une véritable guerre d'usure de l'armée sudiste qui, malgré ses nombreux succès locaux, se retrouva peu à peu encerclée à Petersburg, privée de ses précieuses liaisons ferroviaires avec le reste de la Confédération et ses approvisionnements. Déployant avec brio ses capacités et ses compétences, l'United States Military Railroad apporta un soutien déterminant aux opérations, permettant notamment le déploiement de pièces d'artillerie lourdes montées sur voies ferrées pour harceler et détruire les fortifications ennemies. Fin mars 1865, l'insuccès de la tentative de percée sudiste lors de la bataille de Fort Stedman, en affaiblissant inutilement les forces de Lee, provoqua la débâcle de la « bataille des Cinq Fourches » (Battle of the Five Forks) - le « Waterloo confédéré » - le 1er avril, la prise de Petersburg et de Richmond le 3 et finalement la capitulation sudiste d'Appomattox le 09.

## La Confédération dans la bataille du rail

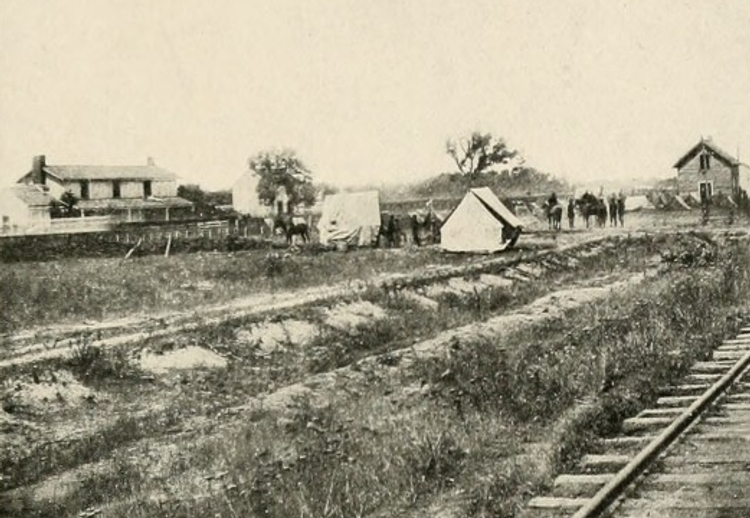
Piquet de troupes nordistes à Rappahannock Station en 1862.

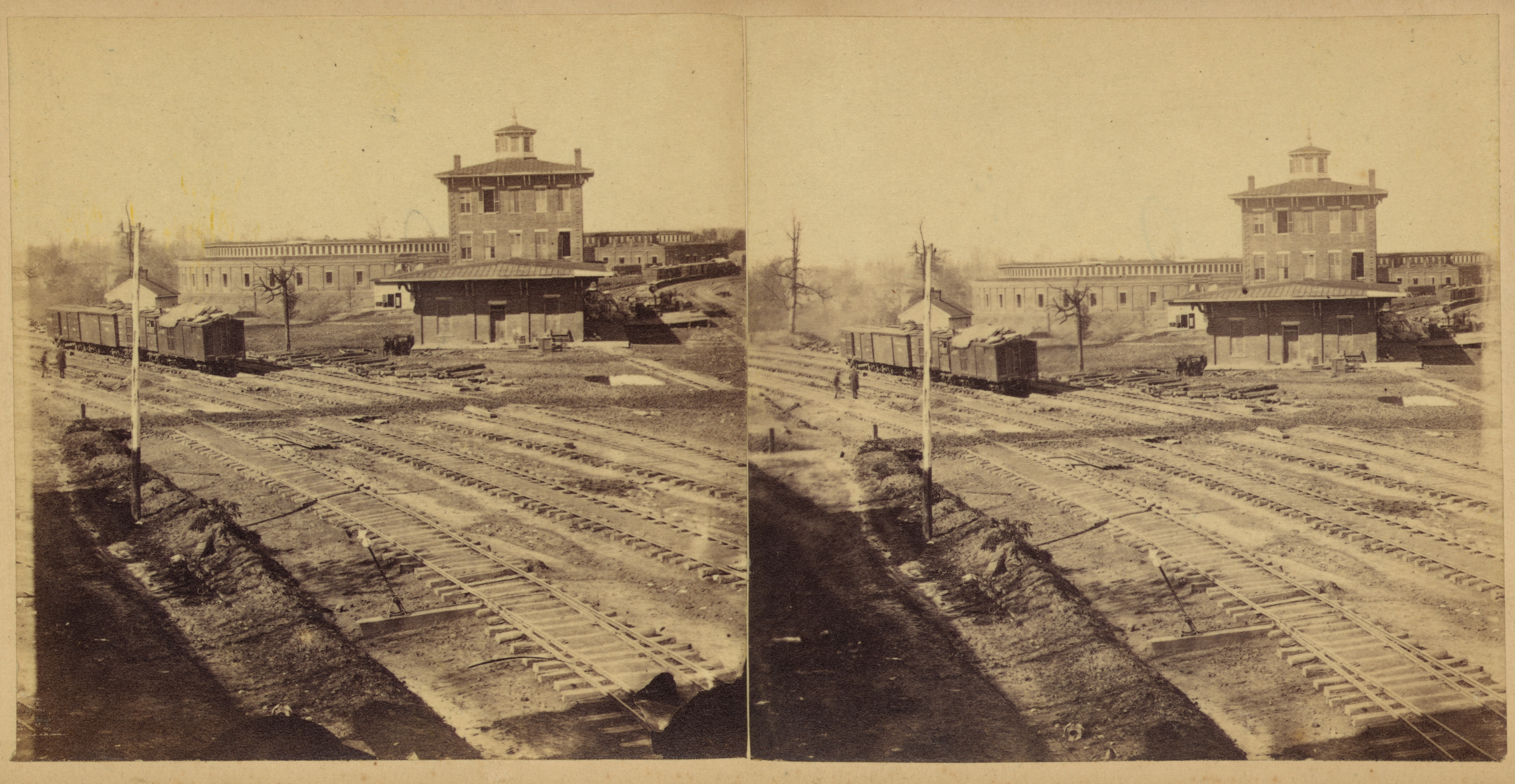
La gare d'Atlanta en nombre 1864.

Destruction des voies ferrées confédérées pendant la marche à la mer du général William T. Sherman.

Comme évoqué plus haut, ce furent les chemins de fer sudistes qui eurent finalement à supporter l'essentiel du poids de ce conflit.
L'ouverture des hostilités eut d'emblée un effet néfaste sur la fortune économique des chemins de fer confédérés, le blocus nordiste les privant de leur principale source de revenus et de capitaux - le transport de coton - tout autant que de leurs ressources en matériels et équipements.
Les prévisions euphoriques du début du conflit quant à sa conclusion rapide et victorieuse amenèrent par ailleurs les responsables civils et militaires à négliger la mise en place d'infrastructures alternatives pour la maintenance opérationnelle des réseaux et la réparation des dommages de guerre. À l'inverse de leurs adversaires, ils tardèrent également à mettre en place les outils - législatif, administratif et décisionnel - qui eussent permis une gestion militaire efficace de leurs moyens ferroviaires. Les appels à l'aide des opérateurs civils se heurtèrent tout au long du conflit à l'inertie voire à l'hostilité du gouvernement confédéré et ce ne fut qu'à la mi-1863 que ce dernier se décida enfin à lancer une politique globale - encore celle-ci se limita-t-elle à quelque mesures destinées à soutenir l'effort de guerre. Ce ne fut qu'avec la promulgation de l'acte d'impressment (réquisition) cette année-là, les chemins de fer et leur matériel passèrent de facto sous contrôle militaire. Mais dès avant la fin de l'année 1864, le réseau ferroviaire sudiste était quasiment arrivé à son point de rupture, les réquisitions ayant atteint leur maximum, les voies secondaires devant être démontées pour la maintenance des voies principales et le matériel roulant s'usant plus vite qu'il ne pouvait être remplacé - lignes et matériel roulant  ayant été ravagés tant par les destructions des troupes de l'Union que par la politique de la « terre brûlée » pratiquée par les Sudistes dans leurs retraites.
La dégradation de la situation des chemins de fer confédérés fut encore aggravée par la rivalité entre l'armée et la marine qui, pour satisfaire ses besoins propres en acier destiné à la fabrication du blindage de ses navires, n'hésita pas à piller les réserves déjà maigres de rails voire à procéder de son propre chef au démontage de voies.
La gestion anarchique des moyens ferroviaires et la gabegie qui en résultat ne firent encore que s'accroître du fait des interventions politiciennes des Gouverneurs d'États, jaloux de leur autonomie, et des calculs et combines d'élus locaux et de directeurs de compagnies privées, voire par la corruption ou l'incompétence de certains responsables militaires. En avril 1862, le Sénat confédéré, où siégeaient de nombreux directeurs et actionnaires de compagnies locales, opposa ainsi son veto à une loi autorisant les autorités militaires à prendre le contrôle de l'administration des chemins de fer.

## L'impact des chemins de fer sur la guerre
« Les perfectionnements apportés dans l'arme de l'artillerie, le nouvel armement de l'infanterie, les chemins de fer et les télégraphes électriques doivent amener nécessairement des combinaisons qui modifieront l'art de la guerre »

— Journal de l'armée belge: recueil d'art, d'histoire et de sciences militaires, Volumes 19-20 (Stapleaux, 1860 - Vol 19 p.151)
Les chemins de fer ont eu une influence non négligeable sur l'évolution et l'issue du conflit et d'une manière plus générale sur l'« art de la guerre ». On en citera quelques exemples :
- La guerre de Sécession va lancer le transport de masse d'hommes et de ravitaillement[15] : la compagnie Pennsylvania Railroad Cie va ainsi transporter 953 397 hommes pendant la durée du conflit (avril 1861 à décembre 1865)[note 13]; la compagnie Illinois Central assurant celui de 556 421, entre 1862 et 1865[15]. D'une manière plus générale, le transport de troupes passera de 10 % du trafic passager en 1862 à 18 % en 1865.
- Il est plus difficile de déterminer l'évolution du trafic marchandises  mais on peut noter des évolutions par compagnies : ainsi, pour la Pennsylvania Railroad Cie, le tonnage mensuel passe de 1,5 million de tonnes à 2,8 millions de tonnes[15].

Il en résultera pour principale conséquence une utilisation intensive du matériel, du fait aussi de la difficulté de se fournir en matériels roulants supplémentaires principalement à cause des besoins prioritaires de l'U.S.M.R.R.. La plus grande partie de ces transports a également nécessité la coopération de plusieurs réseaux; les compagnies passant dès lors de dimensions locales à des dimensions nationales.
L'U.S.M.R.R. a démontré la capacité du rail à ravitailler des armées en campagne. Il leur a permis d'opérer plus loin de leurs bases d'opérations, comme le fit Sherman en 1864. Une des raisons de ce succès a été la coopération efficace entre spécialistes civils et militaires, ainsi que le soutien des commandants en chef.
La guerre de Sécession a aussi permis de développer de nouvelles techniques de destruction et de remise en état des lignes de chemin de fer. Elle a permis la constitution de corps de spécialistes, comme le Construction Corps nordiste, la mise au point de techniques pour tordre ou redresser les rails, l'usage d'éléments préfabriqués pour reconstruire les ponts.
Elle a aussi vu l'apparition d'« outils militaires ferroviaires  » spéciaux, comme les wagons et les trains sanitaires, les trains blindés et leur utilisation pendant les opérations.

## Conséquences de la guerre de Sécession sur le développement des chemins de fer américains

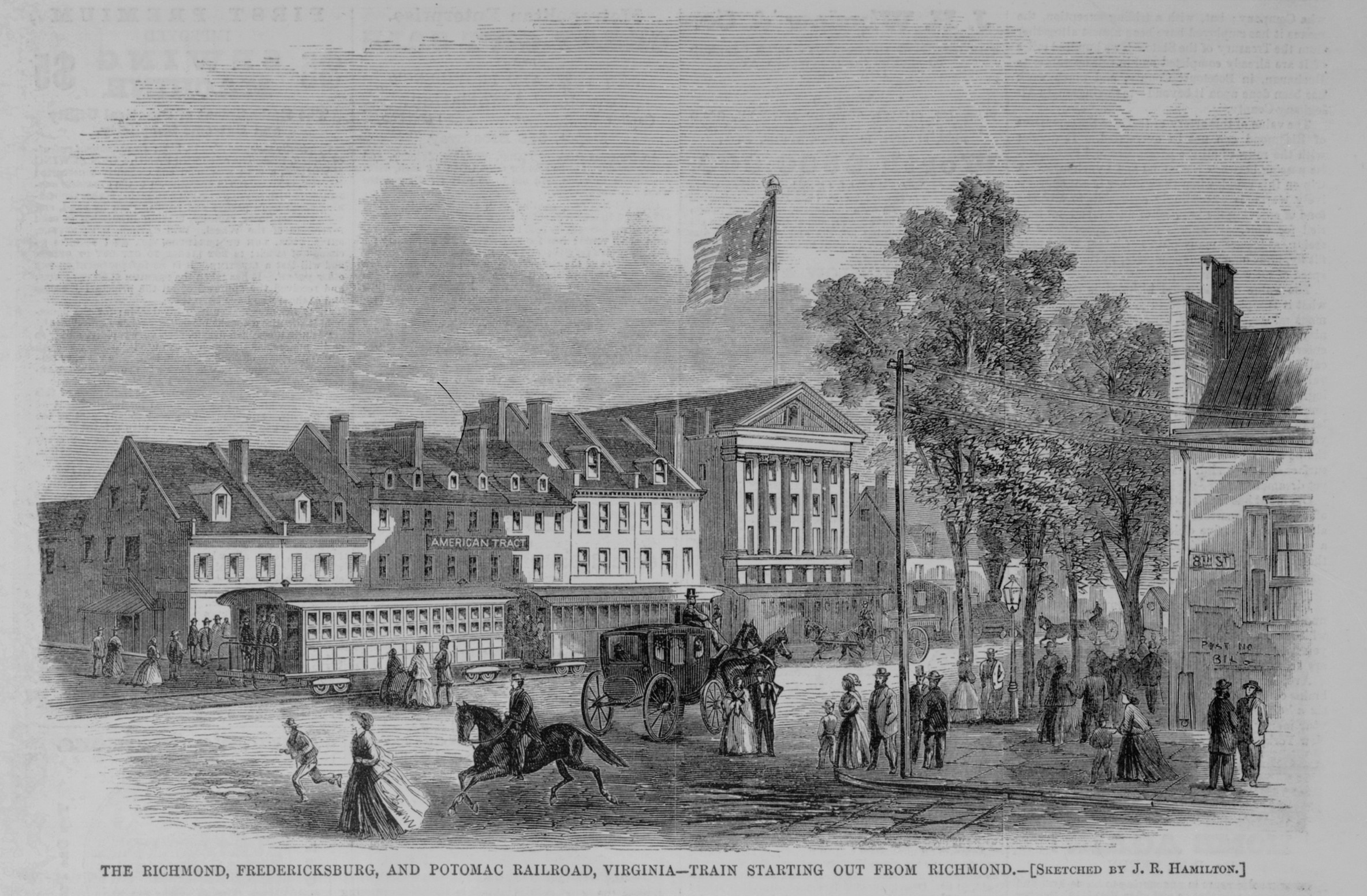
La nouvelle gare de Richmond (Virginie), ancienne capitale de la Confédération, en 1865.

Du fait des exigences et contraintes en matière de déplacements stratégiques de grandes quantités d'hommes et de matériels, souvent sur de longues distances, les leçons techniques de la guerre de Sécession vont avoir une importance majeure sur le développement à venir des chemins de fer américains - en particulier dans les projets de liaisons entre les côtes est et ouest des États-Unis. Elles permettent également une plus grande standardisation des infrastructures, notamment au niveau de l'écartement des voies et de la qualité de leur construction, une meilleure gestion des ressources en hommes, matériels et capitaux, la conception de nouveaux matériels roulants ou l'utilisation du charbon comme carburant alternatif.
- Coopération.

Répondre aux demandes des armées impose aux compagnies privées de développer de nouveaux matériels et de nouvelles méthodes de travail pour faire transiter de grandes masses d'approvisionnements au moyen de nombreux trains sur des voies prévues pour un trafic moindre en temps de paix. L'intérêt d'une homogénéisation des voies, par recours à un écartement unique, et l'établissement de liaisons directes entre les voies des différents réseaux deviennent d'autre part des impératifs incontournables. Enfin, la guerre va favoriser l'essor du commerce national inter-États qui va prendre le pas sur le commerce local ce qui va imposer aux compagnies privées une plus grande coopération afin de rendre le transport ferroviaire plus performant en termes concurrentiels (tarifaires notamment) et lui permettra ainsi de définitivement supplanter le transport fluvial ou côtier. Ainsi, dès mars 1862, une réunion entre 7 compagnies se tient à Chicago, avec pour objectif d'établir des règles communes pour la prise en charge du fret, de la gestion des transports de passagers, tarifs etc. En 1863, ce sont 19 compagnies qui se réunissent à Buffalo pour travailler à la mise en place d'une tarification et une billetterie uniques sur les quatre lignes Est-Ouest du nord
- Nouvelle fonction[19].

L'énorme accroissement du volume du courrier distribué, dû en particulier à celui généré par les armées en campagne, finit par mener, en 1864, à la création de voitures postales permettant d'effectuer le tri durant le transport et rendant plus rapide la distribution.
Il y a déjà eu des expériences, dès juillet 1862, sur les lignes de la Hannibal & St Joseph Railroad Company, mais la généralisation date de 1864.
Sur la ligne New-York – Washington, cela concerne un wagon spécialement affecté. Sur les autres lignes, seulement une partie de wagon affecté à cette tâche. Le US Railway Post Office devient un sigle très connu.
- Arrivée de l'acier[19].

Les rails de l'avant-guerre sont en fer. L'acier, bien que reconnu plus résistant, est plus coûteux et doit être généralement importé d'Angleterre.
L'usure rapide des rails, imposant d'abord de réduire la vitesse des convois, ensuite de coûteuses réparations va amener les compagnies de chemin de fer du nord à s'intéresser à l'acier. Le fer est sujet à une usure rapide, tant par la rouille que la déformation imposée par le passage de trop de convois trop lourds. En revanche, les compagnies du sud, obligées de recourir à l'importation d'acier britannique, ne pourront envisager la même reconversion.
L'utilisation de rails en acier, par leur durée de vie plus grande, permettait de compenser le surcoût à l'achat. La Pennsylvania Railroad donnera l'exemple dès 1863. D'autres compagnies suivront, comme la Lehigh Valley Railroad. 1864 verra l'apparition de publicités dans la presse spécialisée vantant les rails en acier. Mais ce n'est qu'après la fin de la guerre que les premiers rails en acier seront fabriqués de ce côté de l'Atlantique et non importés.
- Usage du charbon[19].

Le recours à ce combustible a commencé avant guerre, la Central Railroad company du New-Jersey, par exemple, ayant expérimenté le charbon dès 1857.
C'est l'augmentation du prix du bois qui va inciter, dès 1863, à passer au charbon.
- Expérience acquise, grâce à la guerre, par les personnels des compagnies civiles[19].

Les personnels civils investis de responsabilités dans la mise en œuvre des transports militaires vont leur donner une expérience irremplaçable dans la mise en œuvre de transports de grande capacité, sur de longues distances, en dépit de contraintes liées à des voies uniques.
Cette expérience sera sans prix dans les années qui suivront la guerre, années qui verront la création de réseaux à l'échelle du continent. À titre d'exemple, on peut citer J. H. Devereux de la Cleveland & Pittsburgh company, A. Anderson de la Northern Pacific ou E. C. Smeed de la Kansas Pacific Company.
- La reconstruction du Sud.

- Les lignes trans-américaines.